# خارزنان
خارزنان، قسمتی از روستای آبچوئیه از توابع بخش تودشک شهرستان کوهپایه در استان اصفهان ایران است.

## جمعیت
این بخش روستای آبچوئیه در دهستان تودشک قرار دارد و جمعیت آن ۵۵ نفر (۲۰خانوار) بوده‌است.